# Qijiang

Lage von Qijiang in Chongqing

Qijiang (chinesisch 綦江区, Pinyin Qíjiāng Qū) ist ein Stadtbezirk der regierungsunmittelbaren Stadt Chongqing in der Volksrepublik China. Bei Volkszählungen in den Jahren 2000 und 2010 wurden in Qijiang 962.813 bzw. 801.041 Einwohner gezählt.
Nachdem Qijiang am 22. Oktober 2011 der aufgelöste ehemalige Stadtbezirk Wansheng angegliedert wurde, hat der neue Stadtbezirk (ehemals: Kreis) Qijiang eine Fläche von 2747,72 km² und eine Bevölkerungszahl von ca. 1.220.000 Menschen. Daraus ergibt sich eine Bevölkerungsdichte von 444 Einwohner/km².